# Léon Rosper
Léon Rosper, né le 14 janvier 1899 à Huy et mort le 24 juin 1988, est un footballeur international belge actif durant l'entre-deux-guerres. Il joue durant toute sa carrière au RFC Liège, où il occupe le poste de défenseur.

## Carrière en club
Léon Rosper fait ses débuts avec l'équipe première du Royal Football Club liégeois en 1919, lors de la reprise des compétitions après la Première Guerre mondiale. À l'époque le club évolue en Promotion, le second niveau national belge. Après trois saisons terminées dans les places d'honneur, l'équipe décroche le titre de champion en 1923 à l'issue d'un mano a mano avec le Racing Gand. Le retour en Division d'Honneur est difficile pour le club qui est rapidement distancé et termine bon dernier, une place synonyme de retour au niveau inférieur. Les liégeois visent la montée durant plusieurs saisons mais échouent chaque année dans le subtop du classement.
Malgré le fait qu'il joue au deuxième niveau national, les bonnes prestations de Léon Rosper ne passent pas inaperçues et lui permettent d'obtenir une convocation en équipe nationale belge en mai 1927. Par la suite, le club liégeois obtient des résultats en dents de scie, n'évitant la relégation en 1931 que grâce à la création d'une seconde série au deuxième niveau national et loupant la remontée deux ans plus tard pour quatre points. Malheureusement, l'équipe termine avant-dernière de sa série en 1935 et doit descendre pour la première fois au troisième niveau national. Léon Rosper met alors un terme à sa carrière à l'âge de 36 ans, après avoir disputé 362 matches pour les « Sang et marine ».
Il meurt le 24 juin 1988 et est inhumé au cimetière d'Ans (Ans-Égalité).

## Statistiques
| Saison                | Club                  | Championnat           | Championnat | Championnat | Coupe(s) nationale(s) | Coupe(s) nationale(s) | Total | Total |
| Saison                | Club                  | Division              | M.          | B.          | M.                    | B.                    | M.    | B.    |
| 1919-1920             | FC liégeois           | Division 2            | -           | -           | 0                     | 0                     | 0     | 0     |
| 1920-1921             | FC liégeois           | Division 2            | -           | -           | 0                     | 0                     | 0     | 0     |
| 1921-1922             | FC liégeois           | Division 2            | -           | -           | 0                     | 0                     | 0     | 0     |
| 1922-1923             | FC liégeois           | Division 2            | -           | -           | 0                     | 0                     | 0     | 0     |
| 1923-1924             | FC liégeois           | Division 1            | -           | -           | 0                     | 0                     | 0     | 0     |
| 1924-1925             | FC liégeois           | Division 2            | -           | -           | 0                     | 0                     | 0     | 0     |
| 1925-1926             | FC liégeois           | Division 2            | -           | -           | 0                     | 0                     | 0     | 0     |
| 1926-1927             | FC liégeois           | Division 2            | -           | -           | -                     | -                     | 0     | 0     |
| 1927-1928             | FC liégeois           | Division 2            | -           | -           | 0                     | 0                     | 0     | 0     |
| 1928-1929             | FC liégeois           | Division 2            | -           | -           | 0                     | 0                     | 0     | 0     |
| 1929-1930             | FC liégeois           | Division 2            | -           | -           | 0                     | 0                     | 0     | 0     |
| 1930-1931             | FC liégeois           | Division 2            | -           | -           | 0                     | 0                     | 0     | 0     |
| 1931-1932             | FC liégeois           | Division 2            | -           | -           | 0                     | 0                     | 0     | 0     |
| 1932-1933             | FC liégeois           | Division 2            | -           | -           | 0                     | 0                     | 0     | 0     |
| 1933-1934             | FC liégeois           | Division 2            | -           | -           | 0                     | 0                     | 0     | 0     |
| 1934-1935             | FC liégeois           | Division 2            | -           | -           | -                     | -                     | 0     | 0     |
| Total sur la carrière | Total sur la carrière | Total sur la carrière | 362         | -           | -                     | -                     | 362   | 0     |

### Palmarès
- 1 fois champion de Division 2 en 1923 avec le FC liégeois.

## Carrière en équipe nationale
Léon Rosper compte une convocation et un match joué en équipe nationale belge. Celui-ci a lieu le 26 mai 1927 lors d'un match amical en Tchécoslovaquie et se conclut sur une défaite 4-0. Réserviste en début de match, il monte au jeu après seulement quatre minutes en remplacement d'Armand Swartenbroeks.
Le tableau ci-dessous reprend toutes les sélections de Léon Rosper. Le score de la Belgique est toujours indiqué en gras.
| Date       | Compétition  | Adversaire      | Lieu   | Score | Remarque |
| ---------- | ------------ | --------------- | ------ | ----- | -------- |
| 26/05/1927 | Match amical | Tchécoslovaquie | Prague | 4-0   | 4e       |